# Kärringfisk
Kärringfisk (Balistes vetula) är en fiskart som beskrevs av Carl von Linné 1758. Kärringfisk ingår i släktet Balistes och familjen tryckarfiskar. Internationella naturvårdsunionen kategoriserar arten globalt som sårbar. Inga underarter finns listade i Catalogue of Life.